# Марш на лагеристите
„Марш на лагеристите“ е българска народна песен, позната и като „Химн на лагериста“. Изпълнявана е по различни поводи в устроените от „Народната власт“ концентрационни лагери след преврата от 9 септември 1944 г. Историята на песента, имената на автора на текста и музиката не са известни на историята.

## Текст на марша
„Маршът на лагеристите“, който въдворените в ТВО са били задължавани да пеят всяка сутрин, илюстриращ „духа на времето“:

Марш на лагеристите

Сгрешили пред народа, тук дойдохме, 

Във ТВО духа да възродим 

И с устрема на новата епоха 

Социализъм светъл да строим. 

Прелом, прелом в душите и сърцата, 

Със този лозунг създаваме блага 

В рудници дълбоко във земята, 

В стопанствата, сред житните нивя. 

С труд корав вината ще изкупим, 

С просвета своя дух ще възродим 

И като нови граждани ще встъпим 

В пътя на народа ни любим. 

И когато ний отново пак свободни 

Спечелиме народната любов, 

С устрем ще градим страната родна, 

Предвождани от вожда Димитров.